# Har Jachmur
Har Jachmur (hebrejsky: הר יחמור) je vrch o nadmořské výšce 549 metrů v Izraeli, v Horní Galileji.
Nachází se na jižním okraji náhorní terasy Bik'at Kedeš, cca 2 kilometry jihovýchodně od vesnice Dišon. Má podobu částečně zalesněného hřebenu. Jihozápadním směrem terén prudce klesá do údolí vádí Nachal Dišon, kam také podél severní strany kopce lokální silnice 886. Na její protější straně se zvedá vrch Har Cvi.